# Михаел Ханеке
Михаел Ханеке (на немски: Michael Haneke) е австрийски режисьор. Известен е с провокативните си филми, които често изобилстват от насилие, но също така засягат и някои сериозни проблеми на съвременното общество. 
Сред най-големите му успехи са двете награди „Златна палма“ от Фестивала в Кан за филмите „Бялата лента“ и „Любов“, Златен глобус за най-добър чуждоезичен филм за „Бялата лента“, както и Оскар за най-добър чуждоезичен филм за „Любов“.

## Филмография
| година | филм              | оригинално заглавие    | бележки                 |
| ------ | ----------------- | ---------------------- | ----------------------- |
| 1989   | Седмият континент | Der siebente Kontinent |                         |
| 1992   | Видеото на Бени   | Benny's Video          |                         |
| 1997   | Забавни игри      | Funny Games            |                         |
| 2000   | Код непознат      | Code inconnu           |                         |
| 2001   | Пианистката       | The Piano Teacher      |                         |
| 2003   | Времето на вълка  | Time of the Wolf       | [ 2 ]                   |
| 2005   | Скришна игра      | Caché                  |                         |
| 2007   | Забавни игри      | Funny Games            | Римейк на филма от 1997 |
| 2009   | Бялата лента      | The White Ribbon       | [ 4 ]                   |
| 2012   | Любов             | Amour                  | [ 5 ]                   |
| 2017   | Щастлив край      | Happy End              |                         |